# Haakon i Kristin
Haakon i Kristin foren les mascotes olímpiques oficials dels Jocs Olímpics d'Hivern de 1994 realitzats a Lillehammer (Noruega).
Per primera vegada es representà una mascota olímpica amb dos humanoides, dos ninots que representen un nen i una nena petits amb els vestits tradicionals noruecs.